# Ewa Szykulska
 (décembre 2024).
Ewa Szykulska, née le 11 septembre 1949 à Varsovie, est une actrice de théâtre et cinéma polonaise.

## Filmographie partielle

### Cinéma
- 1970 : Le Jeu de Jerzy Kawalerowicz : Ewa
- 1970 : Signal, une aventure dans l'espace de Gottfried Kolditz : Rosi
- 1974 : Plus fort que la tempête de Jerzy Hoffman : Zonia
- 1981 : Vingt-six Jours de la vie de Dostoïevski d'Alexandre Zarkhi : Avdotia Panaïeva
- 1981 : Vabank de Juliusz Machulski : Marta Rychlińska
- 1984 : Sexmission (Seksmisja) de Juliusz Machulski : entraîneuse en section spéciale
- 1984 : Vabank 2 de Juliusz Machulski : Marta Rychlińska
- 1995 : Szczur de Jan Łomnicki : Mamuśka
- 2017 : Syn Królowej Śniegu de Robert Wichrowski : Maria
- 2023 : Le Remède à l'oubli (Znachor) de Michał Gazda : Charlatan

### Télévision
- 1973 : Janosik : jeune mariée (épisode 9)
- 2005-2007 : Pierwsza miłość : Gozdecka ; Jolanta
- 2009 : Ojciec Mateusz : Jadwiga Balińska (épisode 24)
- 2012-2015 : Klan : Milena Furtecka
- 2015 : Ojciec Mateusz : Henryka (épisode 185)